# Artemisinin
Artemisinin je přírodní extrakt z pelyňku druhu Artemisia annua. Chemicky patří mezi seskviterpenické laktony a používá se jako lék proti malárii. Antimalarický účinek artemisininu objevila čínská farmakoložka Tchu Jou-jou v 70. letech 20. století, za což dostala v roce 2015 Nobelovu cenu. V současnosti se artemisinin produkuje pomocí geneticky modifikovaných kvasinek a existuje celá řada polosyntetických derivátů (artemether, artesunát, dihydroartemisinin, atd.).

## Použití
Artemisinin je účinný prokazatelně proti Plasmodium falciparum, jakož i dalším druhům plasmodií. Světová zdravotnická organizace doporučuje v léčbě malárie použití artemisininu v kombinaci s jinou chemickou látkou jako je například meflochin a lumefantrin atd., aby se předcházelo vzniku rezistence proti artemisininům. Vzhledem k jejich rychlému metabolismu v těle artemisininy nepůsobí preventivně, nýbrž pouze terapeuticky.

## Artemisininy a další použití
Poslední výzkumy naznačují, že deriváty artemisininu mohou působit i proti motolicím Schistosoma, Clonorchis, Opisthorchis, Fasciola hepatica, parazitickým prvokům Toxoplasma gondii, Trypanosoma a také plísním. Rovněž se studuje i možný účinek artemisininů a jeho derivátů proti nádorům či protizánětlivé působení.